# Coralliodrilus angustiductus
Coralliodrilus angustiductus är en ringmaskart som beskrevs av Erséus 1993. Coralliodrilus angustiductus ingår i släktet Coralliodrilus och familjen glattmaskar. Inga underarter finns listade i Catalogue of Life.